# 264474 Rogerclark
264474 Rogerclark este o planetă minoră (asteroid) din centura de asteroizi. A fost descoperită pe 21 martie 2001 la Observatorul Național Kitt Peak de Q56701817⁠(d). 
Obiectul prezintă o orbită caracterizată de o semiaxă mare de 3,0560858774195 UAi, o excentricitate de 0,054610760504425, o înclinație de 0,65139267991944 ° în raport cu ecliptica.